# Wojna rosyjsko-szwedzka (1554–1557)
Wojna rosyjsko-szwedzka – konflikt poprzedzający wybuch wojny o tzw. Dominium Maris Baltici.
Walki rozpoczęły się w marcu 1555 roku, po uprzednich niewielkich starciach i incydentach granicznych. Rosjanie wyprowadzili na Finlandię atak siłami 10 tysięcy żołnierzy. Szwedzi dysponując siłami 1000 ludzi nie mogli się obronić, jednak wkrótce sprowadzono większe siły, złożone z 3 700 piechurów i 250 kawalerii. W walce brała również udział szwedzka szlachta, wspierając oddziały kawalerii. Głównym celem Szwedów było zdobycie Szlisselburga, Kexholmu i Kaporie. Szwedzi przystąpili do oblężenia Szlisselburga, jednak było ono źle przygotowane i zakończyło się klęską, gdy Rosjanie zaczęli stosować taktykę spalonej ziemi.
W kolejnym roku Rosjanie podjęli nową ofensywę, siłami 20 tysięcy ludzi, kierując się na miasto Wyborg, co zmusiło Szwedów do obrony. Po kilku dniach stacjonowania w okolicach Wyborga Rosjanie wycofali się jednak, lecz przyczyny tej decyzji nie są do końca jasne.
Traktat pokojowy podpisano 2 kwietnia 1557 w Nowogrodzie, na zasadzie status quo.